# Dimbar
Dimbar is een gebied uit De Silmarillion van J.R.R. Tolkien.
Het is een leeg, verlaten land tussen het Woud van Brethil en de Sirion in het westen en het Woud van Neldoreth en de Mindeb in het oosten. De noordelijke grens wordt gevormd door Crissaegrim, een van de bergketens die Gondolin omsluiten en waarin de adelaars van Thorondor hun nesten bouwen.
Het is in dit gebied dat Huor en Húrin na een slag met een groep orks in een mistbank terechtkwamen en door paniek werden gegrepen. Uiteindelijk werden ze gered door Thorondor, die hen naar Gondolin bracht, waar ze als eerste sterfelijke mensen de stad mochten aanschouwen.
Tijdens het leven van Túrin, Hurins zoon, was Dimbar overrompeld door de orks. De elf Beleg Sterkboog leidde er geregeld aanvallen tegen deze indringers.